# جلكى نهرية تركية
جلكى نهرية تركية (الاسم العلمي:Lampetra lanceolata) هي نوع من الحيوانات المائية يتبع جنس جلكى لاحسة الحجر من فصيلة الجلكية.